# Боромля (урочище)
Заповідне урочище «Боромля» — утрачений об'єкт природно-заповідного фонду, що був оголошений рішенням Сумського Облвиконкому № 456-р 28.07.1970 року на землях Конотопського лісгоспзагу (Новомутинське лісництво, квартали 103—109, в 2,5 км від с. Камінь).

## Характеристика
Площа — невідома.
Об'єкт на момент створення був у 200-літньому дубовому пралісі, де живуть колонії чапель, співучих і інших.
Уся інформація про створення об'єкта взята із текстів зазначених у статті рішень обласної ради, що надані Державним управлянням екології та природних ресурсів Сумської області Всеукраїнській громадській організації «Національний екологічний центр України» ..

## Скасування
Станом на 1.01.2016 року об'єкт не міститься в офіційних переліках територій та об'єктів природно-заповідного фонду, оприлюднених на Єдиному державному вебпорталі відкритих даних http://data.gov.ua/ [Архівовано 4 травня 2016 у Wayback Machine.]. Проте ні в Міністерстві екології та природних ресурсів України, ні у Департаменті екології та природних ресурсів Сумської обласної державної адміністрації відсутня інформація про те, коли і яким саме рішенням було скасовано даний об'єкт природно-заповідного фонду. Таким чином, причина та дата скасування на сьогодні не відома.
У 1975 р. частина території оголошена зоологічною пам'яткою природи загальнодержавного значення Боромля; з 1995 р. територія входить до Регіонального ландшафтного парку Сеймський.

## Галерея

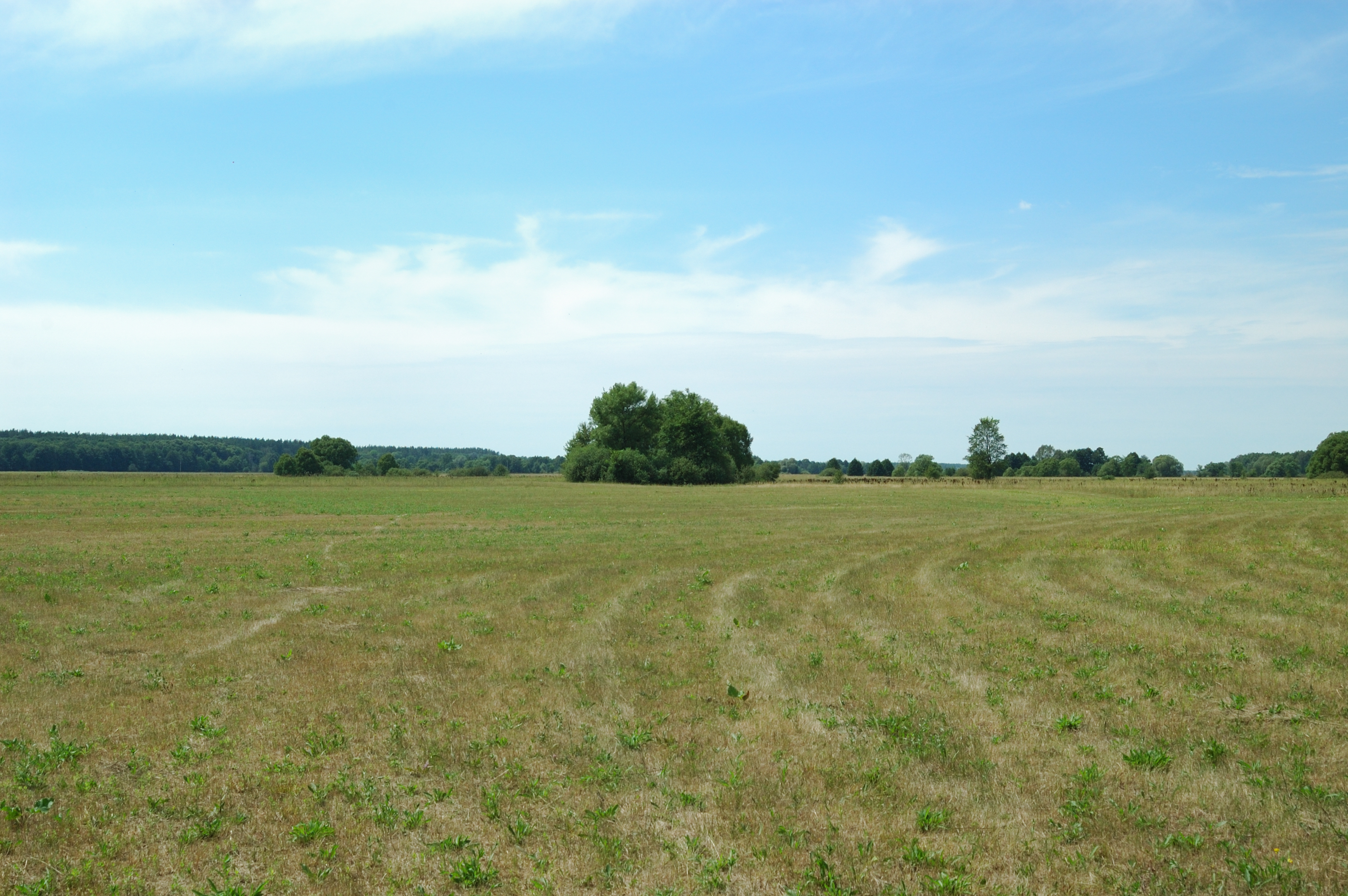
Луг після сінокосу в урочищі Боромля
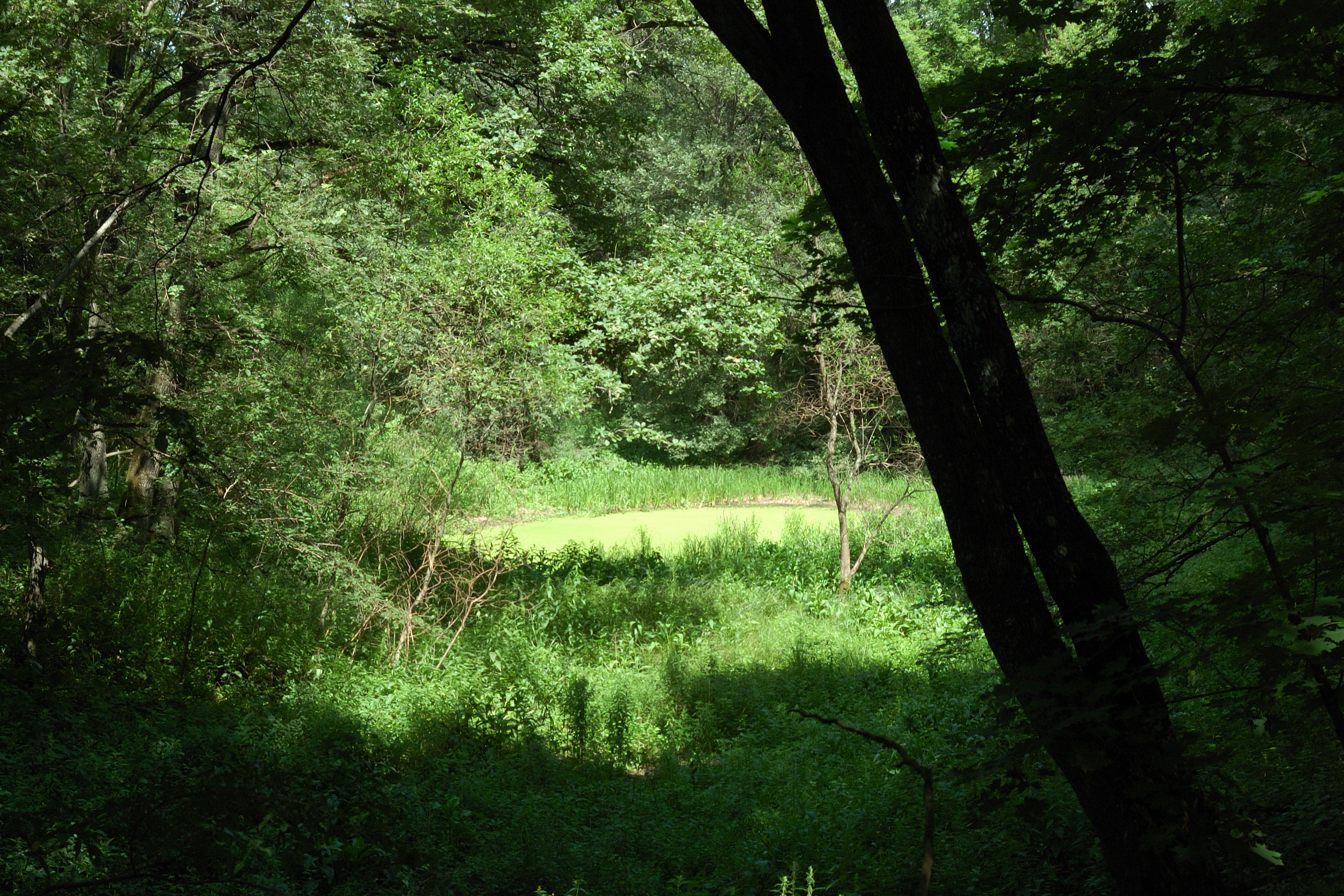
Лісове озеро в урочищі Боромля
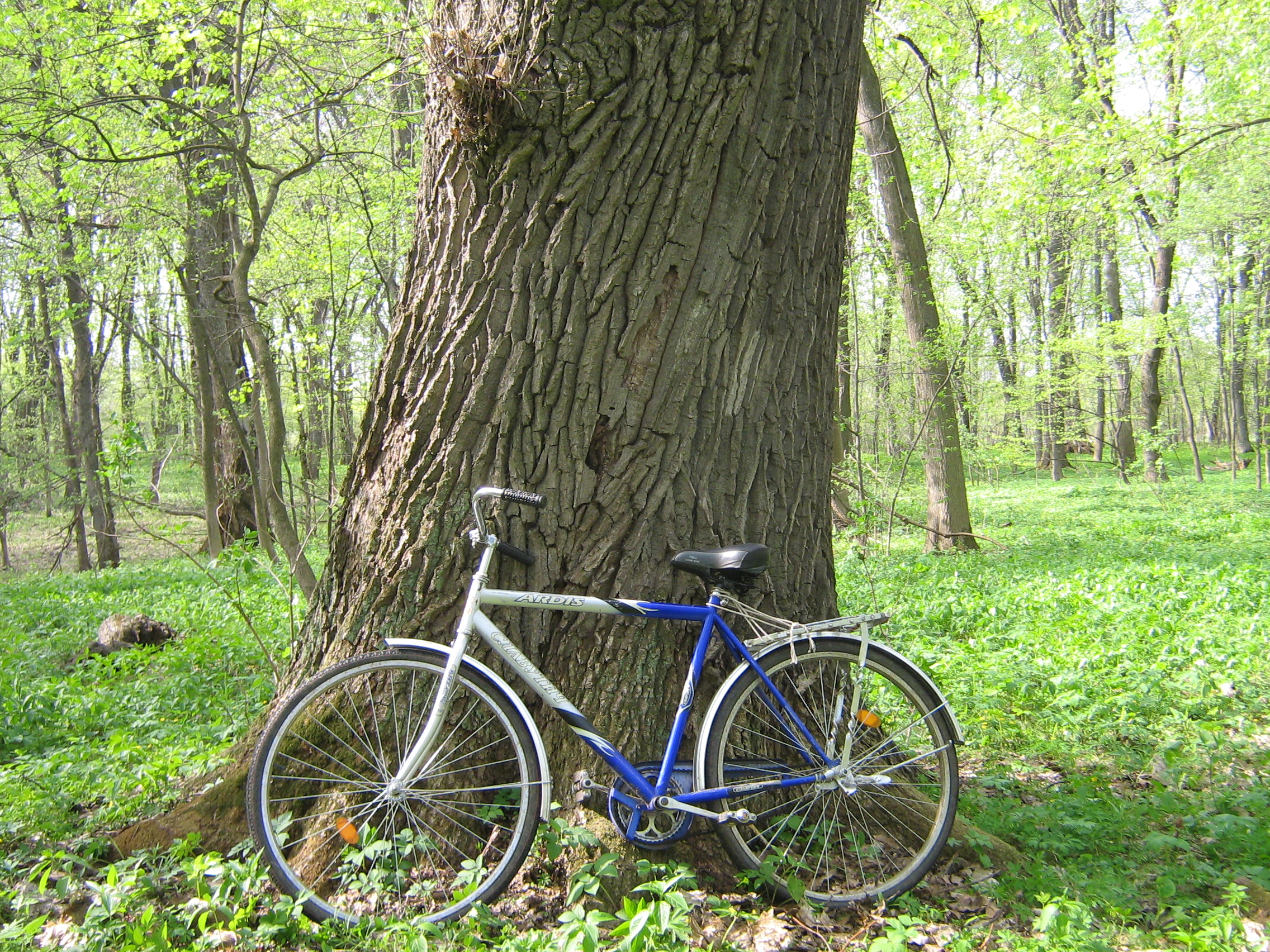
Дуб
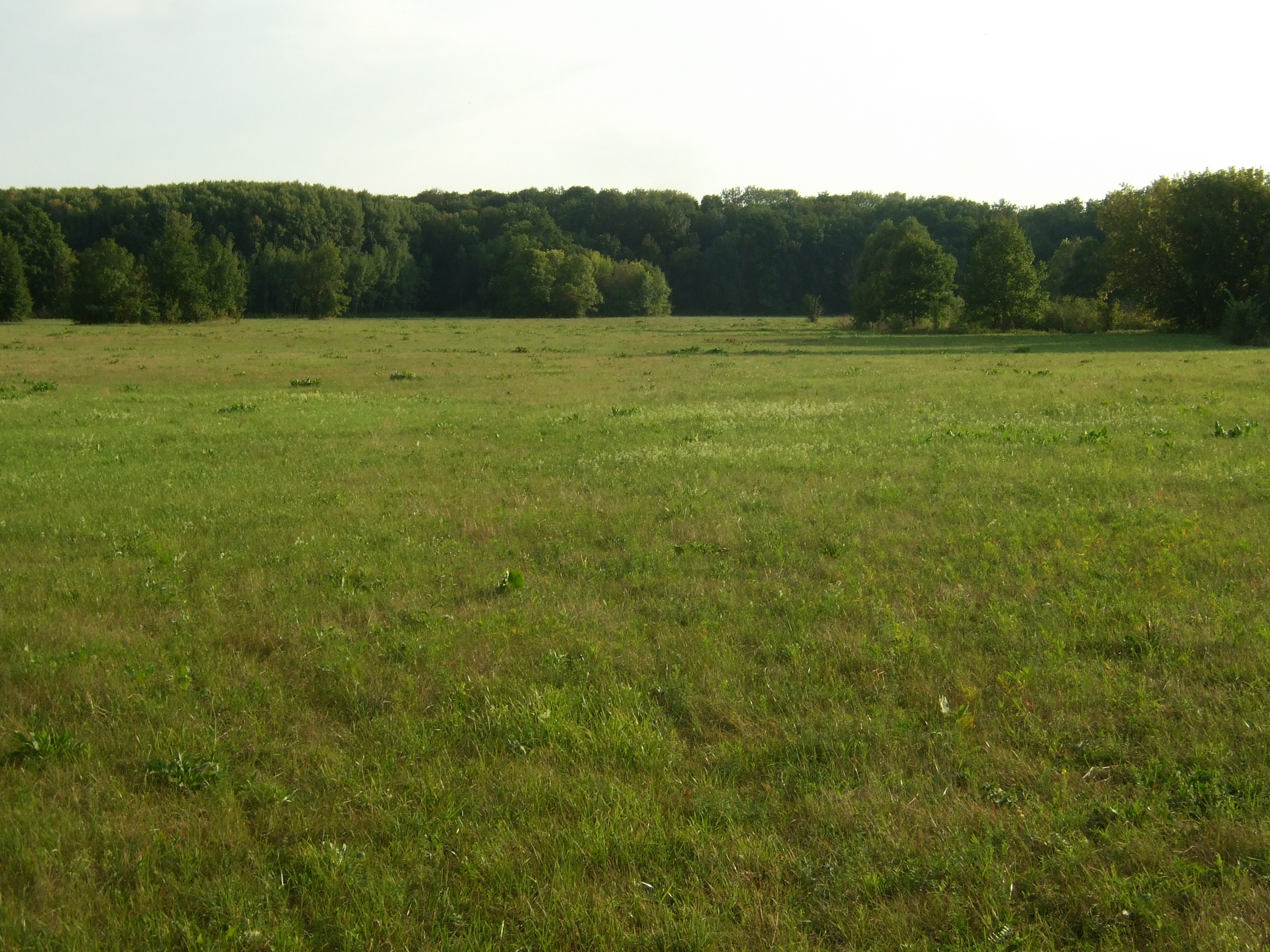
Вид з лугу на Урочище Боромля